# Chanaleilles

Chanaleilles este o comună în departamentul Haute-Loire, Franța. În 2009 avea o populație de 210 de locuitori.